# بوزیسواو (استان اشوی‌داشکسیه)
بوزیسواو (به لهستانی: Budzisław) یک منطقهٔ مسکونی در لهستان است که در گمینا سووپیا (شهرستان کونگسکیه) واقع شده‌است. بوزیسواو ۲۳۰ نفر جمعیت دارد.